# کتاب سایه‌ها: جادوگر بلر ۲
کتاب سایه‌ها: جادوگر بلر ۲ (انگلیسی: Book of Shadows: Blair Witch 2) فیلمی در ژانر ترسناک و وحشت روان‌شناختی است که در سال ۲۰۰۰ منتشر شد. از بازیگران آن می‌توان به کیم دایرکتور، جفری داناوان، اریکا لیرسن، استیون بارکر ترنر و راینور شاینه اشاره کرد.